# Monagas Sport Club
El Monagas Sport Club es un club de fútbol profesional venezolano con sede en Maturín, estado Monagas. Actualmente juega en la Primera División de Venezuela y disputa sus partidos como local en el Estadio Monumental de Maturín, el más grande del país, con una capacidad de 51 796 espectadores. Fue fundado el 23 de septiembre de 1987, con sede en la ciudad de Maturín.
A nivel internacional ha participado en cuatro oportunidades en la Copa Sudamericana y tres oportunidades en la Copa Libertadores. Su mejor participación internacional fue en la Copa Libertadores 2018 donde disputó la fase de grupos, consiguiendo su primera victoria en el torneo de mayor envergadura continental. En 2019, participó en la primera fase de Copa Sudamericana.

## Historia

### Fundación y primeros años

Primer Escudo del Monagas SC (1987-1997)

El Monagas Sport Club fue fundado el 23 de septiembre de 1987 por Joaquín Fariñas, Ramón Ramírez, Enrique Polo, Rubén León, Francisco "Paco" Espinoza y Luis Enrique Rodríguez, iniciando su participación en la Segunda División en el año 1988.
Su primer partido oficial fue contra Unión Deportivo Puerto La Cruz el 22 de mayo de 1988, obteniendo una victoria por marcador de 4-0 con cuatro goles de Pio Faraone; sin embargo el club ya había tenido partidos amistosos contra los equipos Atlético Cumaná, Cachorros del Tigrito y Mariscales de Sucre. La base de jugadores que integraron aquel equipo del 88 en su debut oficial en segunda división fueron los siguientes: Enrique Alemán, José "Cuervito" Rivas, Gruber Barreto, Orlando Hércules, José "Jefry" Alonso, Lisandro Acevedo, José Lezama, Leibnith Duval, José Fasciana, Euclides Blanco, y los brasileños Marcos David y Nilton Sebastiao Laurindo, entre otros.
Para la temporada 1989/90 el Monagas Sport Club logra el subcampeonato de la Segunda División, siendo superado solamente por el Valencia FC equipo que se quedaría con el único boleto de ascenso a Primera División

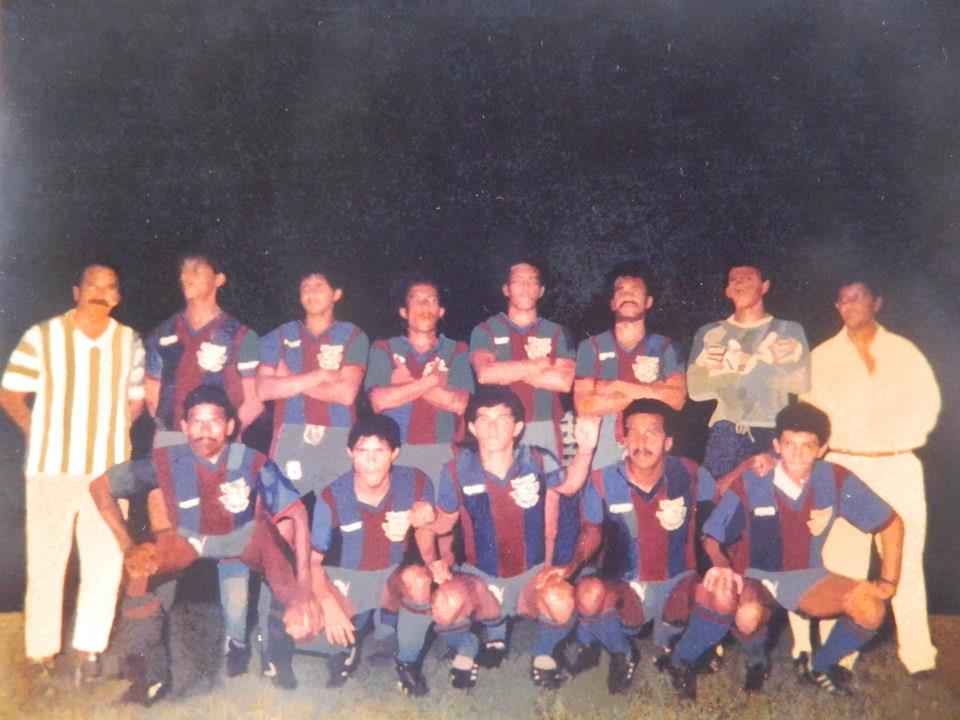
Equipo subcampeón de la Segunda División 1990

### Ascenso a Primera División
El equipo participó en la Segunda División hasta la temporada 1989-90, en la temporada siguiente el club logró ascender a la Primera División tras la desaparición del club Pepeganga Margarita FC. Debuta en la Primera División en la temporada 1990-91, el primer partido oficial en Primera División fue de visita ante el equipo ULA FC el 28 de octubre de 1990, donde caerían derrotados por marcador de 1-0. Esa misma temporada el delantero Alexander "Comanche" Bottini lograría ser el máximo goleador del torneo con 15 goles. Desde entonces el Monagas Sport Club ha tratado de mantenerse en esta división.
El equipo logra mantenerse en Primera División durante 6 temporadas, teniendo una participación discreta al mantenerse en los puestos medio de la clasificación. En la temporada 1994/95 realizó su mejor participación en esta primera etapa en Primera División al conseguir avanzar a la segunda fase del torneo y quedar eliminado al ocupar la cuarta posición del grupo B solo a 0.50 puntos del tercer lugar que ocupó el UA Táchira que daba el último cupo a la fase final del torneo, lo que lo llevó a ocupar la posición 8 en la tabla acumulada de esa temporada en la que participaron 23 equipos. Para la temporada 1995/96 tuvo su peor participación en su primera etapa en Primera División al quedar eliminado en la primera fase del torneo con apenas 3 victorias lo que lo llevaría a ocupar la posición 14 en la tabla acumulada de esa temporada.

### Descenso Administrativo y regreso a Primera División
En la temporada 1996/97 desciende a Segunda División por decreto administrativo de la entonces vigente Liga de Fútbol Profesional, presidida por Laureano González. Disputó el Torneo de Promoción de 1997 ocupando el cuarto Lugar con 14 puntos a 4 puntos de disputar el Triangular Play-Off Final que disputarían los 3 primeros lugares del torneo quienes quedaron igualados en puntos. Regresa a Primera División en el Torneo Nacional 2001, ocupando el lugar del UA El Vigía, quedando en el 9.º lugar y disputa el repechaje de ascenso contra Portuguesa FC donde cae derrotado en la tanda de penales luego de igualar 2-2 en el marcador global de la serie. Se mantiene en la Primera División para la Temporada 2001/02 al ocupar el lugar del equipo ULA FC y desde entonces se ha mantenido en la Primera División. 
El Monagas Sport Club clasificó a la Copa Sudamericana en la temporada 2001/02 tras culminar en la 2.ª posición en la tabla acumulada con 64 puntos. En el 2002 el Monagas Sport Club le ganó al Deportivo Táchira en los dos partidos que jugaron en la primera ronda: (0-2) en San Cristóbal; (3-0) en Maturín. En la segunda ronda el club de Maturín no pudo vencer al San Lorenzo de Almagro y por lo tanto quedó eliminada del torneo: (0-3) en Puerto Ordaz; (1-5) en Buenos Aires.
En la temporada 2002/03 clasifica nuevamente a Copa Sudamericana tras culminar en el cuarto puesto en la tabla acumulada con 45 ptos. En el año 2003 el Monagas Sport Club quedó prematuramente fuera de la copa al ser derrotado por el Deportivo Italchacao de Caracas en los dos partidos disputados en la primera ronda: (1-2) en Maturín; (1-0) en Caracas.
Para el año 2009 se funda el equipo filial Monagas Sport Club "B" con la finalidad de desarrollar jóvenes futbolistas que fortalezcan al primer equipo. Comenzó compitiendo en la Segunda División B, en la actualidad compite en la Segunda División de Venezuela. Desde su fundación ya son varios los jugadores que han podido debutar con el primer equipo en Primera División.
En la temporada 2011/12, luego de 9 años desde su última participación en una Copa Internacional, logra obtener un cupo a la Copa Sudamericana 2012 superando en la Serie Pre-Sudamericana al equipo Deportivo Petare en primera ronda, cediendo un empate (1-1) en el partido de ida disputado en el Estadio Monumental de Maturín y logrando una victoria (0-1) en el partido de vuelta disputado en el Estadio Olímpico de Caracas. En segunda ronda superó al equipo Zamora FC, logrando una victoria (2-0) en el partido de ida disputado en el Estadio Monumental de Maturín y cayendo derrotado (0-2) en el partido de vuelta disputado en el Estadio Agustín Tovar de Barinas, debido al empate en el marcador global (2-2) se disputó la tanda de penales (4-5) en donde los azulgranas no fallarían en ninguna de sus ejecuciones.
En junio de 2012 Monagas Sport Club recibió un reconocimiento en el marco de la celebración del Día del Deporte, por su clasificación a la Copa Sudamericana 2012, acto realizado en el auditorio del Consejo Socialista Legislativo del Estado Monagas (CSLEM), por parte del Instituto de Deportes del Estado Monagas.

### Copa Sudamericana: tercera participación
El Monagas Sport Club luego de 9 años logró clasificar a su tercera participación en una copa internacional. El día 29 de junio de 2012 se llevó a cabo en la ciudad de Asunción el sorteo de la undécima edición de la Copa Sudamericana, donde "El Azulgrana" quedaría emparejado con el Liga Deportiva Universitaria de Loja, representante de Ecuador 2.
El partido de ida se disputó el 2 de agosto de 2012 en el Estadio Monumental de Maturín, donde resultó vencedor el equipo ecuatoriano con un marcador de 0-2, con goles del brasileño Fábio Renato al minuto 38 de penal y al minuto 74. El partido de vuelta se disputó en el Estadio Federativo Reina del Cisne de la ciudad de Loja ubicado sobre los 2000 metros sobre el nivel del mar, en este partido los ecuatorianos sellarían su clasificación al derrotar al Azulgrana con marcador de 4-2, con 3 goles de Fábio Renato y un gol de Carlos Feraud mientras que por los Guerreros del Guarapiche anotaron los jugadores James Cabezas y Victor Renteria. Con estos resultados los azulgranas quedaron eliminados del Torneo con un marcador global de 2-6.

### Crisis institucional y descenso
A pesar de haber clasificado a un Torneo Internacional el equipo se vio sumergido en una crisis institucional debido a conflictos políticos presentados por el principal accionista del club, la Gobernación de Monagas. El equipo no se reforzó de la mejor manera para afrontar la Temporada 2012/13, aunado a esto, problemas logísticos y de pagos a la plantilla desencadenaron un pésimo inicio de torneo donde el equipo en las primeras 5 jornadas solo obtuvo derrotas, recibió 11 goles y solo logró anotar 1 gol. Al final del Torneo Apertura 2012 logró acumular 15 puntos en 17 jornadas y ocupó la posición 17 de la clasificación, quedando en puestos de descenso.
Luego de la designación de una Nueva Junta Directiva del Club, suscitado por el cambio de dirección en la Gobernación del Estado, el equipo se reforzó para afrontar el Torneo Clausura 2013 e intentar salir de los puestos de descenso para mantener la categoría, con este fin se contrató a Saul Maldonado para asumir la dirección técnica. El equipo inició el torneo de buena manera con 1 empate y 1 victoria, pero se vería sumergido en una racha negativa de resultados llegando a perder 9 de las 11 derrotas del torneo por diferencia de 1 gol, además de perder consecutivamente las últimas 6 jornadas. Finalizó el Torneo Clausura 2013 sumando apenas 12 puntos y se ubicó en la posición 16 de la clasificación; sin embargo, en la tabla acumulada quedó relegado a la posición 18 con apenas 27 puntos, situación que lo condenó a la Segunda División.

### Retorno a Primera División y la nueva era
El Monagas Sport Club retorno a primera división tras vencer a JBL Zulia en noviembre de 2015 y consagrarse Campeón del Torneo de Adecuación 2015 de la Segunda División de Venezuela. Para el 2016, comienza a jugar el Torneo Apertura 2016 de la Primera División del Fútbol Venezolano. El club inicia la temporada con una nueva directiva siendo José Ángel González Espín nombrado presidente del club. En marzo del mismo año luego de disputar la Jornada 7, el director técnico Edwin Quilagury, manifiesta su retiro del equipo, por los problemas económicos y de logística, quedando encargado temporalmente el Asistente Técnico, Miguel Perdomo para la Jornada 8, dejando al equipo en la posición 17 con 2 victorias, 1 empate y 5 derrotas. Para la Jornada 9 del Torneo Apertura 2016 fue designado José "Patón" González, como el nuevo director técnico del equipo para el resto del torneo.
Bajo su conducción el equipo no inicio de la mejor manera al ser derrotado en las dos primeras jornadas, consiguiendo su primera victoria al tercer partido dirigido, luego el equipo cayo en una mala racha hasta el final del torneo, logrando obtener solo 2 victorias en 10 partidos, finalizando a un puesto de la zona de descenso.

Tercer Escudo Monagas Sport Club (2017-Actual)

Luego de un inicio de temporada difícil, la gobernación decide vender parte de las acciones del club al no poder asumir la totalidad de los compromisos económicos en Primera División. El Monagas SC sufre una reestructuración, pero se mantiene como Presidente del Club, José Ángel González Espín, el club recibe una gran inversión de capital privado, y la nueva directiva denomina esta nueva etapa del club como La Nueva Era. La reestructuración abarcó muchos aspectos a mejorar de cara al Torneo Clausura 2016, desde la logística hasta la política de fichajes, con la finalidad de evitar el descenso. Se inició con la remodelación de la plantilla y el cuerpo técnico, siendo nombrado como nuevo Director Técnico a Jhonny Ferreira. Se realizaron contrataciones de jugadores con larga experiencia en Primera División como Luis Cariaco González, Armando Maita y Ángel Hernández, entre otros.
El Monagas Sport Club inicio de manera irregular su travesía por el Torneo Clausura con una derrota en su debut contra el Deportivo Anzoategui, y un empate en la segunda jornada con Deportivo JBL del Zulia. El equipo tomaría un impulso en la Jornada 5 al ganarle a Estudiantes de Caracas y luego en la Jornada 6 lograr un resultado histórico al golear 4 por 0 al Deportivo Táchira, a partir de allí obtendrían 7 victorias en 13 partidos, perdiendo 5 partidos y empatando 1, ocupando el tercer lugar del Torneo y clasificándose a la Liguilla, en donde se enfrentaron al Deportivo Táchira en los cuartos de final. En el partido de ida, disputado en San Cristóbal, los azulgranas caerían derrotados con marcador de 2 goles por 1. Para el partido de vuelta, disputado en Maturín, el equipo no pudo pasar del empate a 1, quedando eliminado de la Liguilla.

## Uniforme

### Uniforme actual
| Titular |  | Alternativo |  | Alternativo 2 |  |

- Uniforme titular: Camiseta con franjas azules y granates, pantalón azul y medias azules.
- Uniforme alternativo: Camiseta blanca con detalles azul y granate, pantalón blanco y medias blancas.

### Indumentaria
| Periodo   | Proveedor     | Logo |
| --------- | ------------- | ---- |
| 2008-2011 | Wilson        |      |
| 2011-2012 | Puma          |      |
| 2012-2016 | Runic         |      |
| 2016      | Sport Jugados |      |
| 2017-2018 | Adidas        |      |
| 2018-2019 | RS            |      |
| 2020-2021 | Attle         |      |
| 2022-Act. | RS            |      |

### Evolución del uniforme
| 1990 | 1992 | 2002 | 2004 | 2007 | 2013-2014 | 2015 | 2016 | 2017 |

## Infraestructura

### Estadio
En el año 2005, fruto de la elección de Venezuela como sede de la Copa América 2007, hubo interés en hacer un estadio en el estado Monagas, más específicamente en Maturín. Esto debido a que la ciudad cumplía con las condiciones establecidas por CONMEBOL para albergar el torneo. Por ende, por decreto presidencial se autorizó la construcción del estadio Monumental de Maturín. La construcción estuvo a cargo de un equipo de obreros, liderado por los arquitectos Fernando de la Carrera, Alejandro Cavanzo, y Diego Zorio. El gobernador en ese entonces, el 'Gato' Briceño, aceleró los procesos para poder tener un estadio de fútbol moderno para el Torneo continental y que sirviera en el futuro como sede del equipo, que para el momento pertenecía a la Gobernación del Estado.
Desde el año 2007 el Monagas Sport Club disputa sus partidos como local en el Estadio Monumental de Maturín, el cual cuenta con una capacidad de 51796 espectadores, es el decimosexto estadio de mayor capacidad en Sudamérica.
La superficie de la cancha de juego cuenta con césped natural, y el tamaño del campo es de 105mx70m.
Fue inaugurado el 24 de junio de 2007 con un partido frente al Zamora FC. Ganando el equipo local 2-0 con goles de Edder Farías.
En este estadio el club ha jugado encuentros tanto de Copa Sudamericana, como de Copa Libertadores. También ha sido campeón de liga, y ha sido testigo  tanto de goleadas, como de numerosas victorias en el clásico oriental que se disputa contra Mineros de Guayana.
El Estadio Monumental de Maturín también ha albergado gran cantidad de eventos deportivos y culturares.

## Rivalidad

### Clásico Oriental
Archivo:Tercer Escudo.png Actualizado el 11 de febrero de 2023
El "Clásico Oriental" es el encuentro protagonizado por el Monagas S. C. y A.C. Mineros de Guayana, los dos equipos más longevos del oriente del país. La primera vez que ambos clubes se enfrentaron en la primera división fue el 27 de enero de 1991, partido que concluyó con un empate 1-1 en la ciudad de Maturín.
La rivalidad surge por la cercanía de ambas ciudades y por ser los equipos de mayor tradición en la Primera División del Oriente del país, además de algunos encontronazos entre las barras bravas de ambos equipos. En total se han enfrentado en la Primera División y Copa Venezuela en 72 partidos, con 20 victorias para los azulgranas, 31 para los negriazules y 21 empates.

### Números totales
| Competencia      | Encuentros | Victorias | Empates | Victorias | Goles | Goles |
| ---------------- | ---------- | --------- | ------- | --------- | ----- | ----- |
| Primera División | 62         | 16        | 20      | 26        | 65    | 86    |
| Copa Venezuela   | 10         | 04        | 01      | 05        | 06    | 10    |
| Total            | 72         | 20        | 21      | 31        | 71    | 96    |

*Actualizado hasta el 4 de Junio del 2025

## Datos del club
- Temporadas en 1.ª: 29 (1990/91 - 1995/96, 2000/01 - 2012/13, 2016 - Actualmente).
- Temporadas en 2.ª: 6 (1988/89 - 1989/90, 1996/97, 2013/14 - 2015).
- Mayor goleada conseguida:
  - En campeonatos nacionales: Monagas Sport Club 8 - 2 Estudiantes de Caroní (2013/14).
  - En torneos internacionales: Monagas Sport Club 3 - 0 Deportivo Táchira (2002).
- Mayor goleada recibida:
  - En campeonatos nacionales: Caracas FC 6 - 0 Monagas Sport Club (2003).
  - En torneos internacionales: San Lorenzo de Almagro 5 - 1 Monagas Sport Club (2002).
- Mejor puesto en la liga: 1.º Campeón (2017).
- Peor puesto en la liga: 18.º (2012/13).
- Mejor participación Copa Venezuela: Final (Copa Venezuela 2019).
- Mejor participación internacional: Fase de grupos (Copa Libertadores 2018).
- Mayor asistencia : 40.127 personas vs Club Atlético Boca Juniors el 6 de abril de 2023.

## Participaciones internacionales
| Torneo                           | Edición                |
| -------------------------------- | ---------------------- |
| Copa Libertadores de América (4) | 2018, 2022, 2023, 2025 |
| Copa Sudamericana (4)            | 2002, 2003, 2012, 2019 |

### Estadísticas
| Torneo                       | Part. | PJ | PG | PE | PP | GF | GC | Dif. | Puntos |
| ---------------------------- | ----- | -- | -- | -- | -- | -- | -- | ---- | ------ |
| Copa Libertadores de América | 4     | 18 | 5  | 2  | 11 | 14 | 32 | -18  | 17     |
| Copa Sudamericana            | 4     | 10 | 3  | 0  | 7  | 12 | 20 | -8   | 9      |
| Total                        | 8     | 28 | 8  | 2  | 18 | 26 | 52 | -26  | 26     |

## Temporadas

### Temporadas en Primera División
Temporadas disputadas por el Monagas Sport Club en la Primera División Venezolana
| Temporada | Pos° | JJ  | JG  | JE  | JP  | GF  | GC  | +/- | Ptos | Fase                      |
| --------- | ---- | --- | --- | --- | --- | --- | --- | --- | ---- | ------------------------- |
| 1990/91   | 12°  | 30  | 8   | 12  | 10  | 33  | 39  | -6  | 28   | Liga                      |
| 1991/92   | 9°   | 30  | 11  | 8   | 11  | 34  | 35  | -1  | 30   | Liga                      |
| 1992/93   | 10°  | 30  | 13  | 6   | 11  | 49  | 34  | +15 | 32   | Liga                      |
| 1993/94   | 12°  | 30  | 9   | 10  | 11  | 40  | 47  | -7  | 28   | Liga                      |
| 1994/95   | 8°   | 24  | 12  | 7   | 5   | 34  | 23  | +11 | 38   | 2.ª Fase - Grupo B        |
| 1995/96   | 14°  | 16  | 3   | 7   | 6   | 16  | 20  | -4  | 16   | 1.ª Fase - Grupo Oriental |
| 2001      | 9°   | 18  | 4   | 5   | 9   | 21  | 35  | -14 | 17   | Nacional                  |
| 2001/02   | 2°   | 36  | 18  | 10  | 8   | 53  | 34  | +19 | 64   | Apertura/Clausura         |
| 2002/03   | 4°   | 34  | 13  | 6   | 15  | 43  | 46  | -3  | 45   | Apertura/Clausura         |
| 2003/04   | 6°   | 36  | 9   | 14  | 13  | 33  | 41  | -8  | 41   | Apertura/Clausura         |
| 2004/05   | 8°   | 36  | 11  | 9   | 16  | 47  | 63  | -16 | 42   | Apertura/Clausura         |
| 2005/06   | 7°   | 36  | 8   | 16  | 12  | 40  | 43  | -3  | 40   | Apertura/Clausura         |
| 2006/07   | 9°   | 36  | 6   | 14  | 16  | 27  | 51  | -24 | 32   | Apertura/Clausura         |
| 2007/08   | 12°  | 34  | 11  | 6   | 17  | 46  | 52  | -6  | 39   | Apertura/Clausura         |
| 2008/09   | 8°   | 34  | 13  | 11  | 10  | 42  | 37  | +5  | 50   | Apertura/Clausura         |
| 2009/10   | 13°  | 34  | 11  | 7   | 16  | 51  | 62  | -11 | 40   | Apertura/Clausura         |
| 2010/11   | 11°  | 34  | 11  | 11  | 12  | 47  | 37  | +10 | 44   | Apertura/Clausura         |
| 2011/12   | 11°  | 34  | 11  | 8   | 15  | 34  | 38  | -4  | 41   | Apertura/Clausura         |
| 2012/13   | 18°  | 34  | 7   | 6   | 21  | 32  | 55  | -23 | 27   | Apertura/Clausura         |
| 2016      | 12°  | 38  | 14  | 8   | 16  | 48  | 51  | -3  | 50   | Apertura/Clausura         |
| 2017      | 6°   | 34  | 14  | 11  | 9   | 50  | 39  | +11 | 53   | Apertura/Clausura         |
| 2018      | 8°   | 34  | 13  | 11  | 10  | 44  | 31  | +13 | 50   | Apertura/Clausura         |
| Total     | -    | 702 | 230 | 203 | 269 | 863 | 916 | -53 | 847  | -                         |

- Las temporadas desde la 1990/91 hasta la 1993/94 se disputaron con un sistema de puntuación que otorgaba 2 puntos por victoria y 1 punto por empate.
- La temporada 1994/95 se disputó con el sistema de puntuación de 2 puntos por victoria y 1 punto por empate durante la Primera Fase donde el Monagas Sport Club logró sumar 14 puntos, para la Segunda Fase se modificó el sistema de puntuación por 3 puntos por victoria y 1 punto por empate, en esta Fase el Monagas Sport Club logró sumar 24 puntos.
- A partir de la temporada 1995/96 se mantuvo el sistema de puntuación de 3 puntos por victoria y 1 punto por empate.

### Temporadas en Segunda División
Temporadas disputadas por el Monagas Sport Club en la Segunda División venezolana
| Temporada | Pos° | JJ | JG | JE | JP | GF | GC | +/- | Ptos | Fase                                          |
| --------- | ---- | -- | -- | -- | -- | -- | -- | --- | ---- | --------------------------------------------- |
| 1997      | 4°   | 10 | 4  | 2  | 4  | 11 | 13 | -2  | 14   | Torneo Promoción                              |
| 2013/2014 | 6°   | 18 | 7  | 4  | 7  | 28 | 20 | +8  | 25   | Clasificatorio 2013 - Grupo Centro Oriental   |
| 2013/2014 | 2°   | 14 | 9  | 3  | 2  | 29 | 9  | +20 | 30   | Promoción y Permanencia 2014 - Grupo Oriental |
| 2014/2015 | 2°   | 18 | 9  | 4  | 5  | 24 | 18 | +6  | 31   | Clasificatorio 2014 - Grupo Centro Oriental   |
| 2014/2015 | 4°   | 18 | 10 | 2  | 6  | 23 | 22 | +1  | 32   | Ascenso 2015                                  |
| 2015      | 1°   | 10 | 7  | 3  | 0  | 18 | 2  | +16 | 24   | Grupo Oriental -Torneo Adecuación 2015        |
| 2015      | 1°   | 10 | 8  | 1  | 1  | 23 | 5  | +18 | 25   | Hexagonal Ascenso -Torneo Adecuación 2015     |

## Participación en Copa Venezuela
Participación del Monagas SC en la Copa Venezuela, este torneo estuvo interrumpido desde 1996 hasta el 2006. En el año 2007 volvió a celebrarse después de una reestructuración donde serían incluidos los clubes de Segunda División. Su mejor resultado en este torneo fue en el año 2019 donde logró llegar a la Final y enfrentarse por el Título ante el Zamora FC.
Luego de 4 temporadas sin disputarse la Copa Venezuela, la Federación Venezolana de Futbol informo a través de sus redes sociales que el torneo volvería a disputarse para la Temporada 2024 con la participación de los equipos de Primera y Segunda división 

### 1989-1995
| Año  | Pos° | JJ | JG | JE  | JP | GF | GC | +/- | Ptos | Fase                   |
| ---- | ---- | -- | -- | --- | -- | -- | -- | --- | ---- | ---------------------- |
| 1989 | -°   | 4  | 1  | 2   | 1  | 2  | 2  | 0   | 5    | -                      |
| 1991 | -°   | 4  | 1  | 2   | 1  | 1  | 2  | -1  | 5    | Primera Fase           |
| 1992 | 13°  | 12 | 0  | 7   | 5  | 7  | 19 | -12 | 7    | Primera Fase           |
| 1993 | 3°   | 6  | 0  | 3   | 3  | 2  | 13 | -11 | 3    | Primera Fase - Grupo 1 |
| 1994 | 2°   | 6  | 3  | 2/0 | 1  | 4  | 2  | +2  | 13   | Primera Fase - Grupo C |

Nota: La Copa Venezuela 1995 se disputó como Primera Fase de la Temporada de Primera División de 1995/1996, a pesar de llevar el nombre de Copa Venezuela las estadísticas se toman como parte de la Liga de Primera División. Solo los partidos de la Final de la Copa Venezuela 1995 se toman como parte de las estadísticas de este Torneo.

### 2007-2019
| Año  | Primera fase  | Primera fase | Primera fase | Primera fase | Segunda fase         | Segunda fase | Segunda fase | Segunda fase        | Octavos de final     | Octavos de final | Octavos de final | Octavos de final    | Cuartos de final     | Cuartos de final | Cuartos de final | Cuartos de final | Semifinal         | Semifinal   | Semifinal       | Semifinal | Final     | Final       | Final           | Final  |
| Año  | VS            | Ida          | Vuelta       | Global       | VS                   | Ida          | Vuelta       | Global              | VS                   | Ida              | Vuelta           | Global              | VS                   | Ida              | Vuelta           | Global           | VS                | Ida         | Vuelta          | Global    | VS        | Ida         | Vuelta          | Global |
| ---- | ------------- | ------------ | ------------ | ------------ | -------------------- | ------------ | ------------ | ------------------- | -------------------- | ---------------- | ---------------- | ------------------- | -------------------- | ---------------- | ---------------- | ---------------- | ----------------- | ----------- | --------------- | --------- | --------- | ----------- | --------------- | ------ |
| 2007 | -             | -            | -            | -            | Atlético Piar        | Visita (0-3) | -            | (0-3)               | Deportivo Italia     | Visita (3-2)     | Local (2-0)      | (3-4)               | Deportivo Anzoátegui | Visita (1-2)     | Local (2-3)      | (4-4)            | -                 | -           | -               | -         | -         | -           | -               | -      |
| 2008 | -             | -            | -            | -            | Real Esppor          | Visita (1-0) | -            | (1-0)               | -                    | -                | -                | -                   | -                    | -                | -                | -                | -                 | -           | -               | -         | -         | -           | -               | -      |
| 2009 | -             | -            | -            | -            | Minasoro FC          | Visita (1-2) | -            | (1-2)               | Mineros de Guayana   | Local (1-0)      | Visita (2-1)     | (2-2)               | Deportivo Anzoátegui | Visita (2-3)     | Local (1-1)      | (3-4)            | Caracas FC        | Local (1-2) | Visita (3-0)    | (5-1)     | -         | -           | -               | -      |
| 2010 | -             | -            | -            | -            | Fund. Cesarger       | Visita (1-1) | -            | (1-1) Penales (6-7) | Caracas FC           | Local (1-6)      | Visita (2-1)     | (8-2)               | -                    | -                | -                | -                | -                 | -           | -               | -         | -         | -           | -               | -      |
| 2011 | -             | -            | -            | -            | Angostura FC         | Visita (0-0) | Local (2-2)  | (2-2)               | -                    | -                | -                | -                   | -                    | -                | -                | -                | -                 | -           | -               | -         | -         | -           | -               | -      |
| 2012 | -             | -            | -            | -            | Angostura FC         | Visita (2-0) | Local (1-0)  | (2-1)               | -                    | -                | -                | -                   | -                    | -                | -                | -                | -                 | -           | -               | -         | -         | -           | -               | -      |
| 2013 | -             | -            | -            | -            | Deportivo Petare     | Local (2-3)  | Visita (0-1) | (3-3)               | -                    | -                | -                | -                   | -                    | -                | -                | -                | -                 | -           | -               | -         | -         | -           | -               | -      |
| 2014 | Unión Lara    | Visita (0-1) | Local (2-0)  | (0-3)        | Deportivo Petare     | Local (1-0)  | Visita (0-0) | (0-1)               | Margarita FC         | Local (1-1)      | Visita (0-1)     | (1-2)               | Deportivo La Guaira  | Local (2-4)      | Visita (3-0)     | (7-2)            | -                 | -           | -               | -         | -         | -           | -               | -      |
| 2015 | -             | -            | -            | -            | Metropolitanos FC    | Local (3-1)  | Visita (2-2) | (3-5)               | Tucanes de Amazonas  | Visita (1-0)     | Local (2-1)      | (2-2)               | -                    | -                | -                | -                | -                 | -           | -               | -         | -         | -           | -               | -      |
| 2016 | Gran Valencia | Visita (0-4) | Local (6-0)  | (0-10)       | Diamantes de Guayana | Visita (1-2) | Local (4-0)  | (1-6)               | Deportivo Anzoategui | Local (2-2)      | Visita (1-0)     | (3-2)               |                      |                  |                  |                  |                   |             |                 |           |           |             |                 |        |
| 2017 |               |              |              |              | Lala FC              | Visita (0-1) | Local (4-0)  | (0-5)               | Margarita FC         | Visita (0-0)     | Local (2-3)      | (3-2)               |                      |                  |                  |                  |                   |             |                 |           |           |             |                 |        |
| 2018 |               |              |              |              | Lala FC              | Visita (1-1) | Local (5-1)  | (2-6)               | Deportivo La Guaira  | Local (1-2)      | Visita (1-2)     | (4-2)               |                      |                  |                  |                  |                   |             |                 |           |           |             |                 |        |
| 2019 |               |              |              |              | Dynamo Puerto FC     | Visita (1-1) | Local (6-1)  | (2-7)               | Angostura FC         | Visitante (1-2)  | Local (1-2)      | (2-2) Penales (2-4) | Deportivo La Guaira  | Local (1-0)      | Visitante (1-2)  | (2-2)            | Metropolitanos FC | Local (1-2) | Visitante (0-2) | (2-3)     | Zamora FC | Local (3-2) | Visitante (1-0) | (3-3)  |

### 2024-
Para la temporada 2024 la Federación Venezolana de Futbol anuncio el regreso del Torneo con la Participación de los equipos de Primera y Segunda división de Venezuela con un nuevo formato con una primera fase con 10 grupos de 3 equipos y posteriormente fases de eliminación directa a partido único.
| Año  | Pos° | JJ | JG | JE | JP | GF | GC | +/- | Ptos | Fase      |
| ---- | ---- | -- | -- | -- | -- | -- | -- | --- | ---- | --------- |
| 2024 | 4°   | 7  | 5  | 1  | 1  | 17 | 7  | 10  | 16   | Semifinal |

## Plantilla

### Altas y bajasPrimera División de Venezuela 2025
| Altas              | Altas         | Altas                     | Altas             | Altas | Altas |
| Jugador            | Posición      | Procedencia               | Tipo              | Costo |       |
| ------------------ | ------------- | ------------------------- | ----------------- | ----- | ----- |
| Cristian Ramirez   | Delantero     | Portuguesa F.C.           | Carta de libertad | --    |       |
| Erickson Gallardo  | Delantero     | Carabobo F. C.            | Carta de libertad | --    |       |
| Nicolás Henry      | Defensa       | Deportivo Morón           | Carta de libertad | --    |       |
| Oscar Piris        | Defensa       | Club Atlético Mitre       | Carta de libertad | --    |       |
| Raúl Olivares      | Portero       | Universitario de Vinto    | Carta de libertad | --    |       |
| Elías Alderete     | Delantero     | Estudiantes de Mérida     | Carta de libertad | --    |       |
| Emanuel Iñiguez    | Defensa       | Aldosivi                  | Préstamo          | --    |       |
| Saúl Asibe         | Mediocampista | Angostura F.C.            | Fin de préstamo   | --    |       |
| Alberson Rodríguez | Mediocampista | Angostura F.C.            | Fin de préstamo   | --    |       |
| Alejo Macelli      | Mediocampista | C.A. Cerro                | Carta de libertad | --    |       |
| Víctor Rivero      | Defensa       | Dynamo Puerto Fútbol Club | Carta de libertad | --    |       |
| Thomas Riveros     | Portero       | Carabobo Fútbol Club      | Carta de libertad | --    |       |
| Jorge Lovera       | Mediocampista | Guabirá                   | Carta de libertad | --    |       |

| Bajas                 | Bajas         | Bajas                   | Bajas        | Bajas | Bajas |
| Jugador               | Posición      | Destino                 | Tipo         | Costo |       |
| --------------------- | ------------- | ----------------------- | ------------ | ----- | ----- |
| Oscar González        | Defensa       | Academia Puerto Cabello | Agente libre | --    |       |
| Brian Olivera         | Portero       | Bandera de ?            | Agente libre | --    |       |
| Richard Cabrera       | Defensa       | Bandera de ?            | Agente libre | --    |       |
| Christian Larotonda   | Mediocampista | Bandera de ?            | Agente libre | --    |       |
| José Murillo          | Mediocampista | Plaza Amador            | Agente libre | --    |       |
| Eduardo Herrera       | Portero       | Bandera de ?            | Agente libre | --    |       |
| José Velásquez        | Defensa       | Bandera de ?            | Agente libre | --    |       |
| Gonzalo Villarreal    | Defensa       | Anzoátegui F.C.         | Agente libre | --    |       |
| Julián Figueroa       | Mediocampista | Bandera de ?            | Agente libre | --    |       |
| Henry Pernía          | Defensa       | Bandera de ?            | Agente libre | --    |       |
| Christopher Rodríguez | Defensa       | Bandera de ?            | Agente libre | --    |       |
| Jacobo Kouffati       | Mediocampista | Bandera de ?            | Agente libre | --    |       |
| Richard Iriarte       | Mediocampista | Bandera de ?            | Agente libre | --    |       |
| Héber García          | Mediocampista | Bandera de ?            | Agente libre | --    |       |

## Distinciones individuales

#### Máximo Goleadores históricos
Estos son los 10 jugadores con más anotaciones en la historia del club incluyendo Primera División, Copa Local e Internacionales y Segunda división.
| Pos | Futbolista                    | Primera División | Segunda División | Copa Venezuela | Copa Internacional | Total Goles |
| --- | ----------------------------- | ---------------- | ---------------- | -------------- | ------------------ | ----------- |
| 1   | Edder Farías                  | 45               | 0                | 3              | 0                  | 48          |
| 2   | Alexis Acuña                  | 43               | 0                | 0              | 2                  | 45          |
| 3   | Alexander "Comanche" Bottini* | 40               | 0                | 0              | 0                  | 40          |
| 4   | Armando Maita                 | 36               | 0                | 3              | 0                  | 39          |
| 5   | Anderson Arias                | 0                | 29               | 3              | 0                  | 32          |
| 6   | Carlos "Pomada" Bravo*        | 26               | 1                | 1              | 1                  | 29          |
| 7   | Heatkliff Castillo            | 21               | 4                | 2              | 0                  | 27          |
| 7   | Tomás Rodríguez               | 18               | 0                | 6              | 3                  | 27          |
| 9   | Rafael Castellin*             | 23               | 2                | 0              | 0                  | 25          |
| 9   | Anthony Blondell              | 25               | 0                | 0              | 0                  | 25          |

#### Goleadores en campeonatos nacionales
| Año                                   | Jugador           | Goles |
| ------------------------------------- | ----------------- | ----- |
| Primera División de Venezuela 1990/91 | Alexander Bottini | 15    |
| Primera División Venezolana 2002/03   | Juan García       | 19    |
| Primera División de Venezuela 2017    | Anthony Blondell  | 24    |
| Copa Venezuela 2019                   | Yanowsky Reyes    | 5     |
| Copa Venezuela 2024                   | Tomás Rodríguez   | 6     |
| Primera División de Venezuela 2024    | Tomás Rodríguez   | 16    |

### Jugador del año
- Edanyilber Navas: (Primera División de Venezuela 2022)

### Juvenil del año
- Andrés Romero: (Primera División de Venezuela 2022)
- David Martínez: (Primera División de Venezuela 2023)

## Entrenadores
El Monagas Sport Club en su paso por la Primera y Segunda División ha contado con más de 20 entrenadores diferentes.
| Nacionalidad                               | Nombre                | Periodo                              | Categoría                           |
| ------------------------------------------ | --------------------- | ------------------------------------ | ----------------------------------- |
| Bandera de Brasil · Bandera de Venezuela   | Joaquín Da Silva      | 1988                                 | Segunda División                    |
| Bandera de Venezuela                       | Alexander Titi        | 1988-1989                            | Segunda División                    |
| Bandera de Brasil                          | Gilberto Viana        | 1989-1990                            | Segunda División                    |
| Bandera de Venezuela                       | Bejuma                | 1990                                 | Segunda División                    |
| Bandera de Uruguay · Bandera de Venezuela  | Víctor Pignanelli     | 1990/91-1993/94                      | Primera División                    |
| Bandera de Uruguay                         | Luis Fernández        | 1993/94                              | Primera División                    |
| Bandera de Colombia                        | Antonio Mejias        | 1993/94                              | Primera División                    |
| Bandera de Colombia                        | Radamel García        | 1994/95-1995/96                      | Primera División                    |
| Bandera de Venezuela                       | Manolo Contreras      | Nacional 2001                        | Primera División                    |
| Bandera de Colombia · Bandera de Venezuela | Eduardo Borrero       | Apertura 2001-Apertura2002           | Primera División                    |
| Bandera de Venezuela                       | Luis Mendoza          | Clausura 2003                        | Primera División                    |
| Bandera de Argentina                       | Daniel Lanata         | Clausura 2003-Apertura 2003          | Primera División                    |
| Bandera de Venezuela                       | Alí Cañas             | Apertura 2003-Clausura 2005          | Primera División                    |
| Bandera de Venezuela                       | Franco Fasciana       | Clausura 2005-Apertura 2005          | Primera División                    |
| Bandera de Colombia · Bandera de Venezuela | Eduardo Borrero       | Apertura 2005-Clausura 2006          | Primera División                    |
| Bandera de Venezuela                       | Franco Fasciana       | Clausura 2006-Apertura 2006          | Primera División                    |
| Bandera de Venezuela                       | Del Valle Rojas       | Apertura 2006                        | Primera División                    |
| Bandera de Colombia                        | Bernardo Redín        | Apertura 2006-Clausura 2007          | Primera División                    |
| Bandera de Venezuela                       | Alí Cañas             | Clausura 2007-Apertura 2007          | Primera División                    |
| Bandera de Venezuela                       | Darío Martínez        | Clausura 2008                        | Primera División                    |
| Bandera de Argentina                       | Horacio Matuszyczk    | Clausura 2008-Apertura 2008          | Primera División                    |
| Bandera de España · Bandera de Venezuela   | Manuel Plasencia      | Apertura 2008-Apertura 2009          | Primera División                    |
| Bandera de Venezuela                       | Alí Cañas             | Clausura 2010-Apertura 2011          | Primera División                    |
| Bandera de Colombia · Bandera de Venezuela | Eduardo Borrero       | Clausura 2012-Apertura 2012          | Primera División                    |
| Bandera de Uruguay · Bandera de Venezuela  | Saúl Maldonado        | Clausura 2013                        | Primera División                    |
| Bandera de Venezuela                       | Miguel Acosta         | Apertura 2013                        | Segunda División                    |
| Bandera de Venezuela                       | Jesús Iglesias        | Apertura 2013-Apertura 2014          | Segunda División                    |
| Bandera de Venezuela                       | Alberto Valencia      | Apertura 2014-Clausura 2015          | Segunda División                    |
| Bandera de Venezuela                       | Jorge Pérez           | Clausura 2015                        | Segunda División                    |
| Bandera de Venezuela                       | Néstor Sánchez        | Clausura 2015                        | Segunda División                    |
| Bandera de Venezuela                       | Edwin Quilagury       | Adecuación 2015-Apertura 2016        | Segunda División - Primera División |
| Bandera de Venezuela                       | José "Patón" González | Apertura 2016                        | Primera División                    |
| Bandera de Venezuela                       | Jhonny Ferreira       | Clausura 2016-Apertura 2018          | Primera División                    |
| Bandera de Venezuela                       | José Manuel Rey       | Clausura 2018-Apertura 2019          | Primera División                    |
| Bandera de Argentina                       | Silvio Rudman         | Clausura 2019                        | Primera División                    |
| Bandera de Venezuela                       | May Montoya           | Clausura 2019                        | Primera División                    |
| Bandera de Venezuela                       | Jhonny Ferreira       | Normalización 2020 - Liga FUTVE 2023 | Primera División                    |
| Bandera de Venezuela                       | Antonio "Tony" Franco | Liga FUTVE 2023                      | Primera División                    |
| Bandera de Venezuela                       | Daniel Blanco         | Apertura 2024                        | Primera División                    |
| Bandera de Venezuela                       | Grenddy Perozo        | Apertura 2024 - Clausura 2024        | Primera División                    |
| Bandera de Venezuela                       | Carlojavier Fuhrman   | Clausura 2024                        | Primera División                    |
| Bandera de Venezuela                       | Jhonny Ferreira       | Apertura 2025 - Actual               | Primera División                    |

## Presidentes del club
El Monagas Sport Club ha contado con varios presidentes a lo largo de su historia:
| Nombre                 | Periodo   |
| ---------------------- | --------- |
| Rubén León             | 1988-1992 |
| Romualdo Romero        | 1993-1995 |
| Jesús Salgado          | 1995-1996 |
| Rafael Castellín Osuna | 1997      |
| Claudio González       | 2000-2001 |
| Roicis Pérez           | 2001-2003 |
| Antonio del Moral      | 2003-2004 |
| Antonio Núñez          | 2004      |
| Manuel Villalba        | 2005      |
| Ramón Caballero        | 2005-2006 |
| Nelson Rodríguez       | 2006-2009 |
| Eduardo Pinto          | 2010      |
| Willy Farias           | 2010-2011 |
| Darwin Ágreda          | 2012      |
| Gustavo Mendiri        | 2013-2014 |
| Manuel Villalba        | 2014-2016 |
| José González Espín    | 2016-2017 |
| Nicolás Fernández      | 2017-     |

## Palmarés
Nota: Indicador del récord del torneo 
Torneos nacionales (3)
| Competición nacional                | Títulos | Subcampeonatos |
| ----------------------------------- | ------- | -------------- |
| Primera División de Venezuela (1/1) | 2017    | 2022           |
| Copa Venezuela (0/1)                |         | 2019           |
| Torneo Apertura (1/2)               | 2017.   | 2001, 2008     |
| Torneo Clausura (0/1)               |         | 2002           |
| Segunda División de Venezuela (1/1) | 2015.   | 1989/90.       |

### Torneos amistosos
- Copa Simón Bolívar (1): 2009[cita requerida]

## Fútbol femenino
El equipo de fútbol femenino del Monagas Sport Club disputa la Liga Nacional de Fútbol de Venezuela desde la Temporada 2016. Y en su primera temporada lograron llegar hasta la fase de grupos del Torneo Apertura 2017
- Liga Nacional de Fútbol de Venezuela (0):